# Yaël (Bible)
יָעֵל
Compléments
Contemporaine de Débora, de Barac et de Siséra
Yaël, Jaël ou Jahel (en hébreu יָעֵל - Ya`el : chamois, bouquetin ou chèvre de montagne) est le nom d'un personnage biblique mentionné dans le Livre des Juges. C'est une héroïne qui, selon le récit, tua le chef de l'armée cananéenne Siséra et permit ainsi de délivrer les tribus d'Israël de la domination du roi Jabîn.
Jaël : femme bénie, selon juges 5:24.

## Récit biblique
Débora, juge d'Israël, demande à Barac de lever une armée et prophétise qu'il vaincra l'armée de Siséra, mais que ce sera une femme qui tuera Siséra en personne.
Barac s'exécute et défait l'armée cananéenne, mais Siséra réussit à s'enfuir. Yaël, la femme d'Haber le Kénite, un de ses alliés, propose à Siséra de se réfugier chez elle dans une tente. Elle le cache sous une couverture. Elle lui offre à boire car il a soif. Il lui demande de se tenir à l'entrée de la tente pour écarter ceux qui seraient à sa recherche.
Siséra, accablé de fatigue, s'endort rapidement. Brisant les règles de l'hospitalité, elle profite de son sommeil pour le tuer en utilisant un piquet de tente qu'elle lui plante dans la tête à l'aide d'un marteau. Yaël sort au devant de Barak qui recherche Siséra, elle lui demande d'entrer dans sa tente et lui montre le corps du défunt. Cette mort est suivie par celle de Yabin, roi de Canaan, qui offre la victoire à Israël. Yaël reçoit la bénédiction divine.

## Galerie

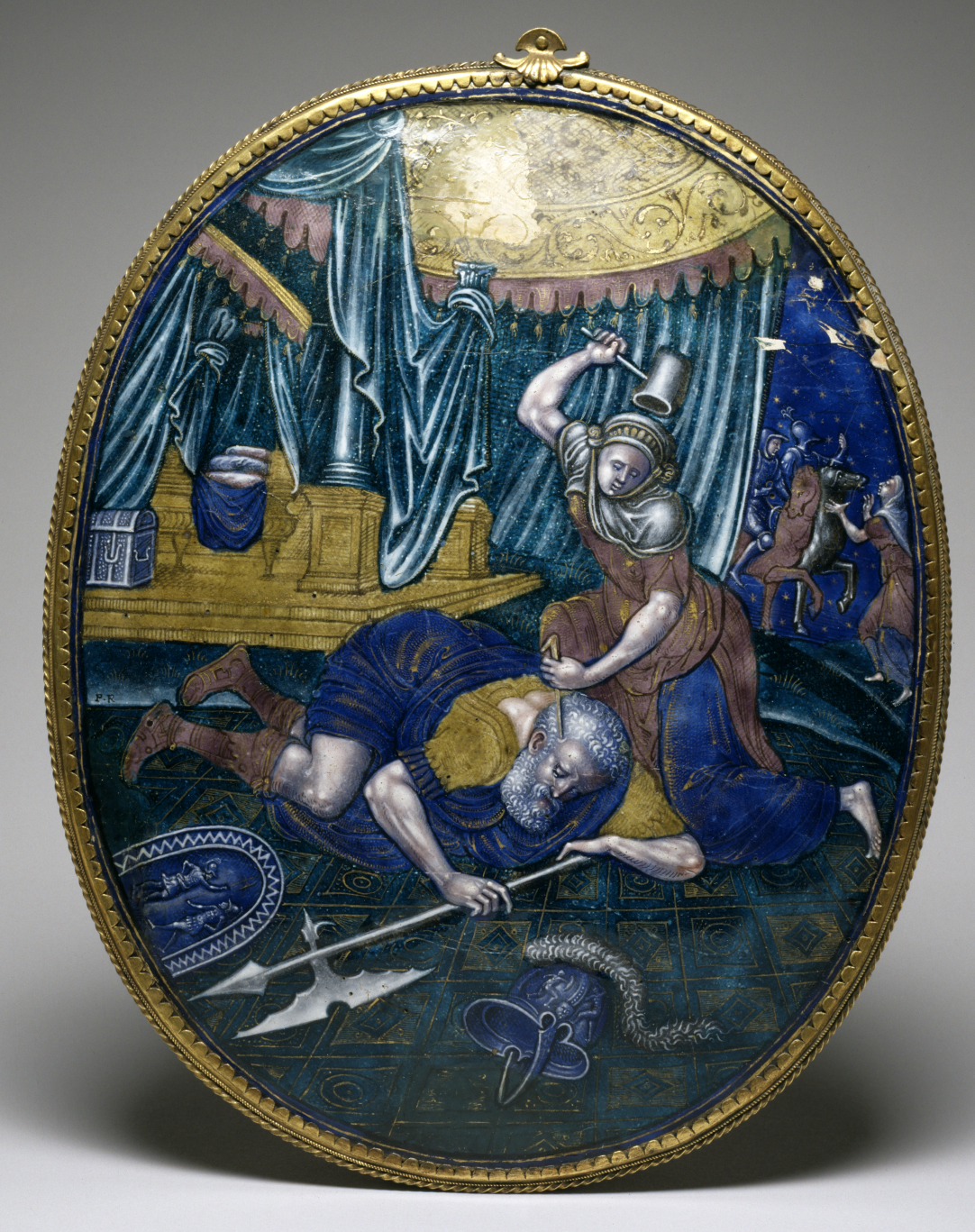
Pierre Reymond, plaque en émail de Limoges représentant Yaël tuant Siséra (entre 1550 et 1575).
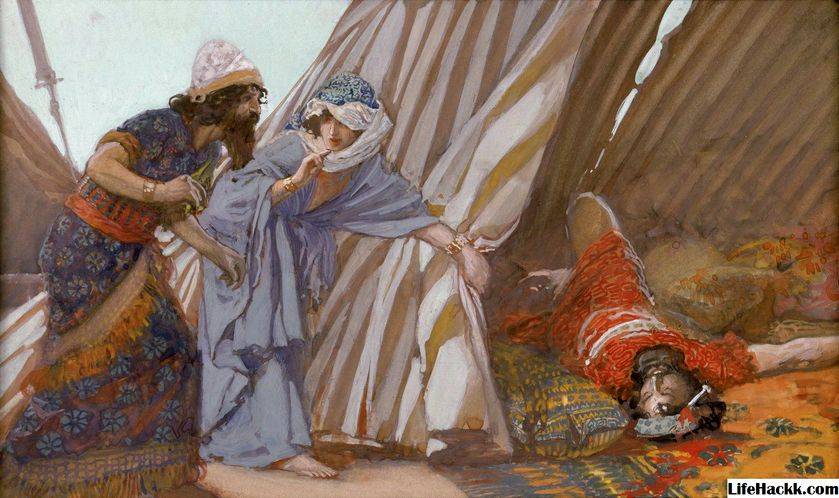
Yaël montre le corps de Siséra à Barac, par James Tissot (vers 1896-1902).